# ديف كيلي (سياسي)
ديف كيلي (بالإنجليزية: Dave Kelly)‏ هو نقابي وسياسي أسترالي، ولد في 1 يوليو 1962 في أستراليا. حزبياً، نشط في حزب العمال الأسترالي. وقد انتخب عضو الجمعية التشريعية لأستراليا الغربية عن دائرة Electoral district of Bassendean ‏ (9 مارس 2013 – ).